# Colaphus
Colaphus é um gênero de artrópode pertencente à família Chrysomelidae.

## Espécies
- Colaphus apicalis
- Colaphus hoefti
- Colaphus joliveti
- Colaphus palaestinus
- Colaphus pulchellus
- Colaphus sophiae
- Colaphus tenuipes